# 小行星982
小行星982（982 Franklina）是一颗绕太阳运转的小行星，为主小行星带小行星。该小行星于1922年5月21日发现。
該小行星以英國天文學家約翰·富蘭克林-亞當斯命名。

## 轨道参数
小行星982的轨道半长轴为3.0672346 UA，离心率为0.234。